# Водяне небо

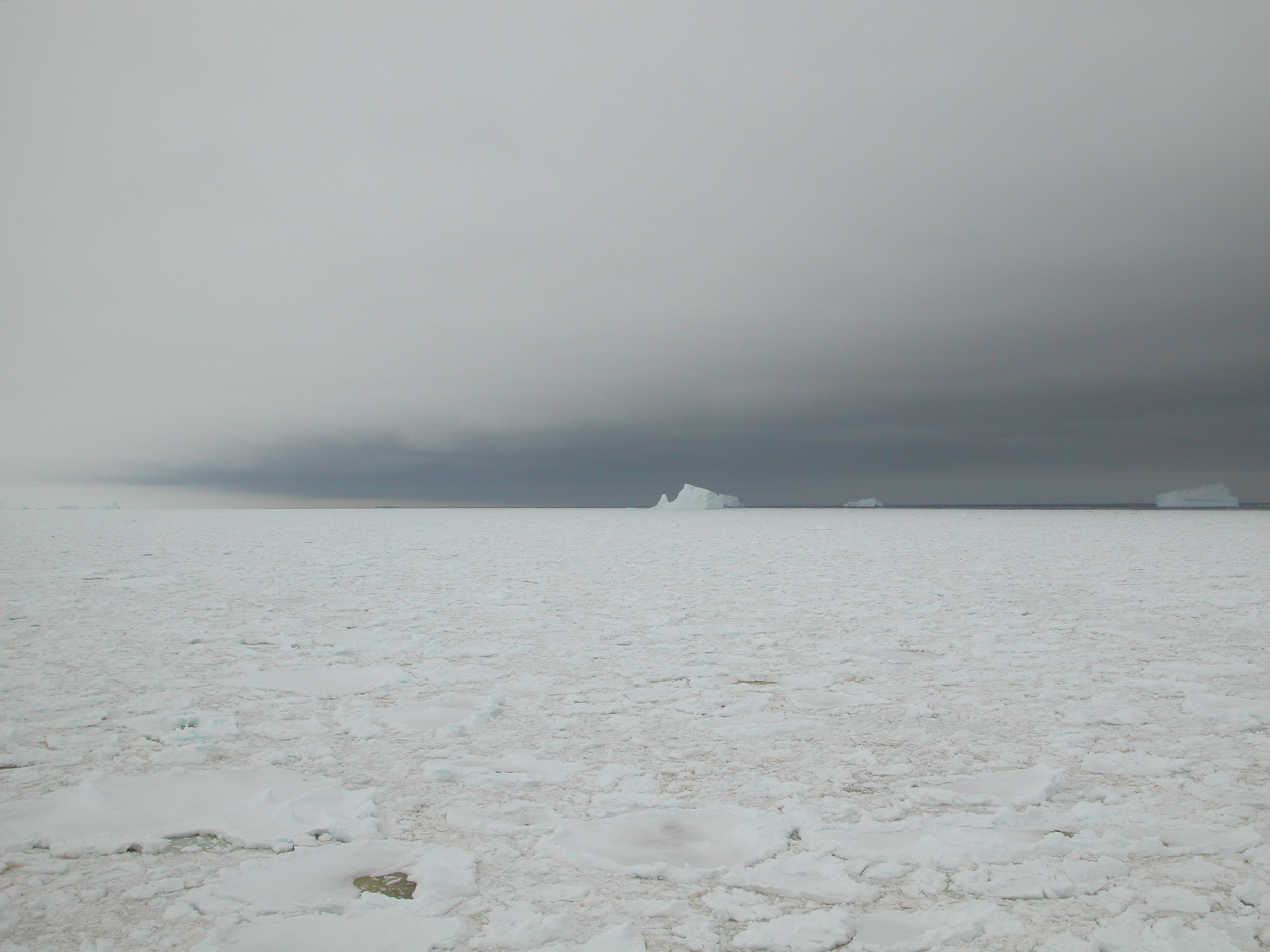
Водяне небо

Водяне небо — атмосферне оптичне явище, тісно пов'язане з льодовим відблиском. Утворюється в регіонах із великими площами льоду та низькими хмарами, тому поширене переважно на крайніх північних і південних частинах Землі: в Антарктиді й Арктиці.
Коли світло потрапляє на блакитні океани чи моря, частина його відбивається і дозволяє спостерігачеві фізично побачити воду. Однак частина світла також відбивається до нижньої поверхні низьких хмар і спричиняє появу темної плями на деяких хмарах. Ці хмари можуть бути видимими, коли моря не видно, і можуть показати уважним і обізнаним мандрівникам де розташована вода. Темні хмари над відкритою водою полярні дослідники та вчені вже давно використовують для навігації в морському льоду. Наприклад, дослідник Арктики Фрітьйоф Нансен і його помічник Ялмар Йогансен використовували це явище, щоб знайти водні смуги під час своєї невдалої експедиції на Північний полюс, як і Луїс Бернаккі та Дуглас Моусон в Антарктиді.